# Wolframtellurid
Wolframtellurid ist eine anorganische chemische Verbindung des Wolframs aus der Gruppe der Telluride und Dichalkogenide.

## Gewinnung und Darstellung
Wolframtellurid kann durch Reaktion von Wolfram mit Tellur im Vakuum bei 800 °C gewonnen werden.
{\displaystyle \mathrm {W+2\ Te\longrightarrow WTe_{2}} }

## Eigenschaften
Wolframtellurid ist ein grauer Feststoff, der praktisch unlöslich in Wasser ist. Bei Erwärmung beginnt er ab etwa 650 °C mit Sauerstoff zu reagieren und im Vakuum zersetzt er sich ab etwa 600 °C. Er besitzt eine orthorhombische Kristallstruktur mit der Raumgruppe Pmn21 (Raumgruppen-Nr. 31). Das Material besitzt eine Schichtstruktur. In Wolframtellurid konnte 2014 das Vorhandensein eines Riesenmagnetowiderstand bei tiefen Temperaturen und 2015 die Existenz der Quasiteilchen vom Typ der Weyl-Fermionen nachgewiesen werden.

## Verwendung
Wolframtellurid wird in der Halbleiterindustrie verwendet.